# نوزومي تسوجي
نوزومي تسوجي (بالإنجليزية: Nozomi Tsuji-Tsuji Nozomi)‏ هي مغنية بوب يابانية.

## روابط خارجية
- نوزومي تسوجي على موقع IMDb (الإنجليزية)
- نوزومي تسوجي على موقع ميوزك برينز (الإنجليزية)
- نوزومي تسوجي على موقع ديسكوغز (الإنجليزية)
- نوزومي تسوجي على موقع قاعدة بيانات الفيلم (الإنجليزية)